# 斯普林斯 (紐約州)
斯普林斯（英語：Springs）是位於美國紐約州薩福克縣的普查規定居民點。

## 人口
根據2020年美國人口普查的數據，斯普林斯的面積為31.52平方千米，當中陸地面積為21.96平方千米，而水域面積為9.57平方千米。當地共有人口8086人，而人口密度為每平方千米256.54人。